# Magyarország az 1989-es fedett pályás atlétikai világbajnokságon
Magyarország a Budapesten megrendezett 1989-es fedett pályás atlétikai világbajnokság egyik részt vevő nemzete volt. Az ország a versenyen huszonöt sportolóval képviseltette magát.

## Eredmények

### Férfi
| Versenyző       | Versenyszám      | Előfutam | Előfutam | Előfutam | Elődöntő | Elődöntő | Elődöntő | Döntő    | Döntő    |
| Versenyző       | Versenyszám      | Idő      | Hely.    | Össz.    | Idő      | Hely.    | Össz.    | Idő      | Helyezés |
| --------------- | ---------------- | -------- | -------- | -------- | -------- | -------- | -------- | -------- | -------- |
| Kovács Attila   | 60 m             | 6,74     | 3.       | 14.      | kiesett  | kiesett  | kiesett  | kiesett  | kiesett  |
| Tatár István    | 60 m             | 6,80     | 3.       | 23.      | kiesett  | kiesett  | kiesett  | kiesett  | kiesett  |
| Karaffa László  | 200 m            | 21,57    | 2.       | 10.      | 21,51    | 5.       | 9.       | kiesett  | kiesett  |
| Menczer Gusztáv | 400 m            | 47,43    | 3.       | 16.      | kiesett  | kiesett  | kiesett  | kiesett  | kiesett  |
| Katona Ervin    | 400 m            | 47,33    | 4.       | 13.      | kiesett  | kiesett  | kiesett  | kiesett  | kiesett  |
| Tóth László     | 1500 m           | 3:44,99  | 5.       | 12.      |          |          |          | kiesett  | kiesett  |
| Banai Róbert    | 1500 m           | 3:43,99  | 7.       | 10.      |          |          |          | kiesett  | kiesett  |
| Vágó Béla       | 3000 m           | 8:05,78  | 9.       | 19.      |          |          |          | kiesett  | kiesett  |
| Sárközi Lajos   | 60 m gát         | 8,13     | 5.       | 21.      | kiesett  | kiesett  | kiesett  | kiesett  | kiesett  |
| Bakos György    | 60 m gát         | 7,85     | 3.       | 16.      | kiesett  | kiesett  | kiesett  | kiesett  | kiesett  |
| Urbanik Sándor  | 5000 m gyaloglás |          |          |          |          |          |          | 18:34,77 | 5.       |

| Versenyző      | Versenyszám | Selejtező | Selejtező | Döntő    | Döntő    |
| Versenyző      | Versenyszám | Eredmény  | Helyezés  | Eredmény | Helyezés |
| -------------- | ----------- | --------- | --------- | -------- | -------- |
| Szalma László  | Távolugrás  | 7,77 m    | 4.        | 8,10 m   | 4.       |
| Almási Csaba   | Távolugrás  | 7,59 m    | 12.       | 7,47 m   | 12.      |
| Bakosi Béla    | Hármasugrás | 16,05 m   | 15.       | kiesett  | kiesett  |
| Bagyula István | Rúdugrás    | 5,30 m    | 7.        | 7,50 m   | 6.       |

### Női
| Versenyző        | Versenyszám      | Előfutam | Előfutam | Előfutam | Elődöntő | Elődöntő | Elődöntő | Döntő    | Döntő    |
| Versenyző        | Versenyszám      | Idő      | Hely.    | Össz.    | Idő      | Hely.    | Össz.    | Idő      | Helyezés |
| ---------------- | ---------------- | -------- | -------- | -------- | -------- | -------- | -------- | -------- | -------- |
| Barati Éva       | 60 m             | 7,50     | 4.       | 13.      | kiesett  | kiesett  | kiesett  | kiesett  | kiesett  |
| Hargitai Éva     | 60 m             | 7,68     | 3.       | 18.      | kiesett  | kiesett  | kiesett  | kiesett  | kiesett  |
| Kozáry Ágnes     | 200 m            | 24,18    | 4.       | 11.      | 24,37    | 5.       | 11.      | kiesett  | kiesett  |
| Forgács Judit    | 400 m            | 53,33    | 3.       | 7.       | 53,86    | 6.       | 12.      | kiesett  | kiesett  |
| Szabó Erzsébet   | 400 m            | 53,41    | 3.       | 10.      | 52,93    | 5.       | 10.      | kiesett  | kiesett  |
| Szabó Erzsébet   | 800 m            | 2:03,37  | 5.       | 8.       |          |          |          | kiesett  | kiesett  |
| Ágoston Zita     | 3000 m           |          |          |          |          |          |          | 9:18,72  | 7.       |
| Alföldi Andrea   | 3000 m gyaloglás | 12:47,70 | 5.       | 10.      |          |          |          | 12:31,66 | 6.       |
| Szebenszky Anikó | 3000 m gyaloglás | 12:45,93 | 3.       | 7.       |          |          |          | 12:27,20 | 5.       |

| Versenyző        | Versenyszám | Selejtező | Selejtező | Döntő    | Döntő    |
| Versenyző        | Versenyszám | Eredmény  | Helyezés  | Eredmény | Helyezés |
| ---------------- | ----------- | --------- | --------- | -------- | -------- |
| Solti Krisztina  | Magasugrás  | 1,84 m    | 15.       | 1,85 m   | 16.      |
| Horváth Viktória | Súlylökés   |           |           | 17,10 m  | 11.      |